# La Rivista di Firenze
La Rivista di Firenze, giornale politico e letterario fu un periodico pubblicato a Firenze dal 7 gennaio 1847 al 9 giugno 1849. Fu la continuazione de La Rivista, giornale artistico, letterario, drammatico e musicale, che a sua volta continuava la Rivista Musicale fondata nel 1840.

## Storia
Il primo direttore fu Enrico Montazio, pseudonimo di Enrico Valtancoli, in carica sino al 3 luglio 1847 (in seguito rimase come collaboratore). Venne poi diretta da Leopoldo Cempini e in seguito affidata ad un comitato di redazione con il Cempini, Napoleone Giotti, Torquato Menchelli, Cirillo Monzani, Enrico Sambolino. Con collaboratori Emiliani Giudici, Celestino Bianchi, Fabio Uccelli, Paolo Giacometti.
Dopo l'editto granducale del 6 maggio 1847 sulla stampa la rivista cambiò ancora una volta nome chiamandosi Rivista Indipendente, il 3 luglio 1848. Si aggiunsero ai collaboratori Giuseppe Arcangeli, Eugenio Ademollo, Adriano Biscardi, Silvestro Centofanti, Antonio Galletti e Giuseppe Giusti. La Rivista contrastò ferocemente il triumvirato di Guerrazzi, Mazzoni e Montanelli. Sotto la direzione di Cempini si avvicinò alla parte moderata e vari collaboratori, tra cui Napoleone Giotti e Torquato Menchelli, abbandonarono la rivista. 
Il 1º gennaio 1849 divenne direttore Antonio Galletti. Il 1º marzo sospese le pubblicazioni sino al 1º maggio. Il 9 giugno la Rivista Indipendente cambiò ancora una volta nome e si chiamò Il Costituzionale.
Alla Rivista collaborarono anche: Filippo De Boni, Carlo Tenca, Francesco Costantino Marmocchi, Giuseppe Montanelli, Tommaso Gherardi del Testa, Cesare Correnti, Pietro Fanfani, Pietro Castiglia, Giuseppe Giusti, Francesco Dall'Ongaro, Atto Vannucci, l'Arcangeli, Gustavo Modena, Giovanni Prati, Angelo Brofferio, Enrico Bindi, Pietro Selvatico, Piero Cironi, lo Zoncada, il Mauri.